# Die entfesselte Menschheit
Die entfesselte Menschheit ist ein streng antikommunistischer deutscher Stummfilm aus dem Jahre 1920 von Joseph Delmont mit Eugen Klöpfer in der Hauptrolle eines bolschewistischen Agitators. Die Geschichte basiert auf dem gleichnamigen Roman von Max Glass, den dieser zum Jahresende 1919 herausgebracht hatte.

## Handlung
Oktoberrevolution in Russland. Der bolschewistische Umsturz der bisherigen Ordnung führt zu enormen Verwerfungen im Land. Infolgedessen kommen auch die dort festgesetzten Deutschen frei, unter ihnen der Ingenieur Klarenbach, der zu seiner Frau Rita heimkehrt. Ein weiterer Deutscher ist Bernhard Winterstein. Auf ihn wartet daheim seine Geliebte Camilla. Der dritte im Bunde heißt Karenow. Er ist von dem bolschewistischen Umsturz in Russland derart elektrisiert, dass er auch in Deutschland einen Umsturz anzetteln möchte. Sein Antrieb ist ein fanatischer Idealismus, mit dem er nicht weniger als das kapitalistische Joch der Ausbeutung abschütteln und zum Wohle aller Entrechteten eine absolute Freiheit erkämpfen will. 
Kaum in Deutschland angekommen, betätigt er sich dementsprechend aufrührerisch und setzt seine Ziele mit größtmöglicher Entschlossenheit und Härte um. Auch Rita Klarenbach gerät in Karenows Bann und schließt sich seinen Agitationen an. Bald kommt es zu bürgerkriegsähnlichen Zuständen im Land, und die Polizei fahndet nach dem Aufrührer. Der erhält Schützenhilfe von Rita, die ihn vor einer anstehenden Verhaftung warnt. Mit Camillas Hilfe kann sich Karenow sogar Munition aus der Fabrik des Fabrikanten Turenius beschaffen. Je fanatischer Karenow mit seinen Putschversuchen gegen die bestehende Ordnung auftritt, desto schärfer gerät er in den Gegensatz zu seinen Widersachern und seinen Idealen. Selbst mancher Anhänger seiner Ziele beginnt zu zweifeln, ob so etwas wie eine gerechte Gesellschaft überhaupt erreicht werden kann. Am Ende kommt der Revolutionär in dem rauschenden Blutbad einer entfesselten Menschheit, das er losgetreten hatte, selbst ums Leben.

## Produktionsnotizen
Die entfesselte Menschheit, von den kommunistischen Unruhen in Berlin 1919 inspiriert, entstand im Frühjahr 1920, passierte am 29. Juni desselben Jahres die Filmzensur und wurde bereits am 22. April 1920 im Rahmen einer Interessentenvorführung erstmals gezeigt. Publikumsstart war am 19. November 1920 in Berlins Terra-Theater im Motivhaus. Der mit einem Jugendverbot bedachte Sechsakter besaß eine Länge von 2453 Meter. In Österreich lief der Film erst am 24. August 1923 an.
Die Filmbauten gestalteten Willi A. Herrmann und Paul Lachenauer. Die Malereien steuerte Prof. E. H. Zirkel bei.
Der Film enthält einige dokumentarische Originalaufnahmen von den im Januar 1919 wütenden Spartakistenkämpfen. Angeblich sollen 17.000 Reichswehrsoldaten für die Dreharbeiten rekrutiert worden sein.

## Kritiken
Je nach politischer Ausrichtung der Publikation fiel die Kritik dieses Films aus. Während das konservative Kino-Journal jubelte „Mit grandioser Lebendigkeit sind all die aufregenden Szenen dargestellt, man lebt sie mit, diese gräßliche Zeit, und steht ganz im Banne ihrer Ereignisse. Wieder ein Ehrenzeugnis der hohen Regiekunst des modernen Films.“ verdammte das kommunistische Blatt Die Rote Fahne den als „Schundfilm“ gescholtenen Streifen mit scharfen Worten: „Der Inhalt dieses Films … ist eine Verhöhnung des deutschen revolutionären Proletariats“ und drohte: „Die Arbeiterschaft wird … auch diese Verhöhnung ihrer deutschen Klassengenossen richtig zu beantworten wissen.“